# Pablo Troncoso
Pour les articles homonymes, voir Troncoso.
Troncoso  Rodríguez est un nom espagnol. Le premier nom de famille, en général paternel, est Troncoso ; le second, en général maternel, souvent omis, est Rodríguez.
Pablo Troncoso Rodríguez, né le 28 mars 1995 à Montevideo, est un coureur cycliste uruguayen.

## Biographie
En 2015 et 2016, Pablo Troncoso se classe deuxième du championnat d'Uruguay du contre-la-montre dans la catégorie des espoirs. Il termine également dix-septième et meilleur jeune d'une édition du Tour du Rio Grande do Sul. Il évolue par ailleurs au niveau amateur en Espagne avec le club Compak-Campo Claro.
En décembre 2017, il est sacré champion d'Uruguay du kilomètre sur piste dans la catégorie espoirs. L'année suivante, il remporte la cinquantième édition des 500 Millas del Norte. Il s'impose ensuite sur les épreuves de poursuite et du kilomètre aux championnats d'Uruguay sur piste, disputés au vélodrome de Mercedes.
En 2019, il finit troisième du championnat d'Uruguay du contre-la-montre chez les élites. Trois ans plus tard, il termine deuxième du Tour de l'Uruguay.

## Palmarès sur route

### Par année
- 2015
  - 2e du championnat d'Uruguay du contre-la-montre espoirs
- 2016
  - 2e du championnat d'Uruguay du contre-la-montre espoirs
- 2018
  - Classement général des 500 Millas del Norte
- 2019
  - 3e du championnat d'Uruguay du contre-la-montre
- 2021
  - Campeonato Invierno de Montevideo
- 2022
  - 2e du Tour de l'Uruguay
- 2023
  - 10e étape des Rutas de America
- 2024
  - 2e étape du Tour de San Carlos
  - 8e étape des Rutas de America
  - Grand Prix Waldemar Correa
  - Vuelta a los Puentes del Santa Lucía
  - 2e du Tour de San Carlos
- 2025
  - 2e épreuve du Campeonato Invierno de Montevideo

### Classements mondiaux
| Année                                 | 2019  |
| ------------------------------------- | ----- |
| Classement mondial                    | 2301e |
| UCI America Tour                      | 359e  |
|                                       |       |
| Légende : nc = non classéSource : UCI |       |

## Palmarès sur piste

### Championnats nationaux
- 2017
  -  Champion d'Uruguay du kilomètre espoirs
- 2018
  -  Champion d'Uruguay de poursuite[5]
  -  Champion d'Uruguay du kilomètre[5]
- 2023
  -  Champion d'Uruguay de poursuite[6]
  - 2e du championnat d'Uruguay du kilomètre[6]